# Polites (zoon van Priamus)

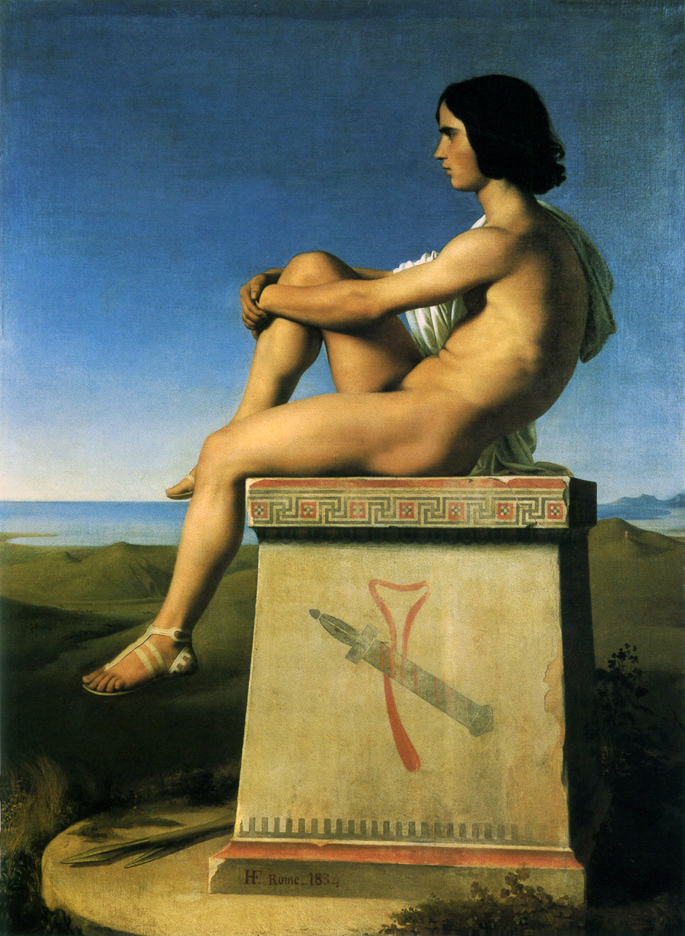
'Polites, de zoon van Priamus, observeert de bewegingen van de Grieken', schilderij van Jean-Hippolyte Flandrin uit 1834, Musée d'Art et d'Histoire, Saint-Étienne

Polites was een zoon van Priamus en Hekabe. Hij streed in de Trojaanse Oorlog. Hij zat op een uitkijkpost om te kijken of de Grieken gingen aanvallen, 'vertrouwend op z'n snelle voeten' (Ilias II, 791-794). Hij redde zijn broer Deïphobus uit de strijd toen deze gewond was (Ilias XIII, 533-535). Hij behoorde tot de negen zonen van Priamus die na de dood van Hector nog in leven waren (Ilias XXIV, 250). Zijn wrede dood na de inname van Troje door Neoptolemos is beschreven door Vergilius in zijn Aeneïs (II, 526-532;V, 564).
- Gemeinsame Normdatei: 11919127X
- Virtual International Authority File: 816391